# José María Salvadores
José María Salvadores (Buenos Aires, 1806 - ibíd., 9 de abril de 1866) fue un funcionario de la administración de correos de la provincia de Buenos Aires. Al igual que sus hermanos —entre ellos Ángel Salvadores— adhirió al Partido Unitario, lo que le llevó a ser perseguido durante el gobierno de Juan Manuel de Rosas. Tras intentar sin éxito huir a Montevideo, permaneció 12 años oculto en su domicilio, convirtiéndose en uno de los casos más famosos de la época de Rosas.

## Biografía
Nació en Buenos Aires en 1806, hijo de Manuel Salvadores, natural de Málaga, España, de profesión médico, y de María Antonia Valle, hermana de Ana María Valle, madre de Mariano Moreno. Tuvo numerosos hermanos, todos comprometidos con la causa patriota, entre ellos el funcionario Bonifacio José María Salvadores, el coronel Ángel Antonio Salvadores, el teniente Desiderio Salvadores, el teniente coronel Gregorio Salvadores, el capitán Juan José Salvadores, el sargento mayor Lucio Salvadores, el médico Manuel Antonio Salvadores, el periodista Pedro María de Alcántara Salvadores y el militar Toribio Salvadores.
Ingresó a la contaduría de la Administración Nacional en enero de 1820. Al iniciarse la guerra del Brasil se integró al Ejército en campaña como oficial secretario en 1826. Tras la paz prosiguió su carrera en la administración pública y para 1829 era oficial 2° en el Ministerio de Gobierno, encargado del archivo.
Se casó el 6 de marzo de 1830 con su prima hermana Josefa Rita Valle, hija del Dr. Tomás Antonio Valle y de María del Carmen Morales. Ambos eran primos hermanos de Mariano Moreno.
En 1831, Salvadores era oficial 2° de policía, ascendiendo finalmente a oficial 1° del departamento 10 de policía en 1833. En el mes de noviembre de ese año pasó a la contaduría de aduana, pero fue destituido por la identificación de su familia con el Partido Unitario.
Para entonces sus hermanos habían muerto o conseguido emigrar a Montevideo, siendo el último de los exiliados el médico Manuel Antonio Salvadores. José María realizó tres intentos de fuga a Montevideo, pero todos fracasaron.
El último de ellos se efectuó en la noche del 3 al 4 de mayo de 1840. Aprovechando una noche sin luna intentaba huir por el Río de la Plata junto a José María Riglos, el coronel Francisco Lynch, Isidoro de Oliden y Carlos Mason, pero fueron delatados y atacados por dos partidas de la Mazorca, capitaneadas por Ciriaco Cuitiño, Andrés Parra y Manuel Troncoso.
Salvadores resultó ser el único sobreviviente. Con dos heridas leves de puñal consiguió esconderse en un pozo de aguas servidas y ocultándose entre matorrales y toscas pudo llegar a su domicilio, en la calle Suipacha, no lejos de la esquina del Temple. Su mujer lo escondió y la partida que acudió en su búsqueda se retiró sin encontrarlo, suponiendo que había conseguido huir a la Banda Oriental.
Al elevar Rosas al jefe de policía el 5 de agosto de 1840 una lista de centenares de unitarios que habían huido, entre ellos figuraba Salvadores. Sin embargo Salvadores permanecía refugiado en el sótano de su casa. Su mujer vistió de luto y guardó el secreto hasta a sus mismos hijos y en cada noche, cuando los criados dormían, bajaba al sótano para llevarle comida y transmitirle las novedades. Ante los problemas económicos y careciendo de todo ingreso, su mujer se convirtió en sastre y zapatera, y su marido aprendió el oficio para ayudarla durante su voluntario cautiverio. Su esposa y supuesta viuda tenía al principio numerosos clientes, ya que muchos se compadecian de su situación. Sin embargo quedó embarazada en dos oportunidades; ante la supuesta falta de su marido, su familia la repudió y su caso se convirtió en un escándalo social del momento, ya que nadie sabía que Josefa había concebido a sus hijos con su marido fugitivo en el sótano de su propia casa.
Dos días después de la derrota de Rosas en la batalla de Caseros, el 5 de febrero de 1852, y tras 12 años escondido, José María Salvadores apareció públicamente con una barba crecida hasta la cintura y deambulando por la ciudad de la mano de su esposa con la consiguiente sorpresa de la población.
Fue designado comisario encargado de pasaportes el 28 de mayo de 1852. Renunció al puesto el 24 de noviembre de 1855. Si bien en una oportunidad se lo detuvo acusado de conspiración, fue liberado de inmediato. Falleció en su ciudad natal el 9 de abril de 1866.
Tuvo nueve hijos: Braulio, Isabel, Porfiria, Clorinda, Nicéforo, José María, Edelmira, Belén y Tomás Antonio Salvadores.
Jorge Luis Borges escribió en su libro Elogio de la sombra una historia al respecto, en la que en sus palabras: "Un hombre, una mujer y la vasta sombra de un dictador son los tres personajes". Si bien confunde al protagonista con su hermano, llamándolo Pedro Salvadores, y los años y duración del encierro, respeta lo esencial de la historia, diciendo que le fue relatada por su abuelo materno Isidoro de Acevedo Laprida, quien solía contar haber conocido a Salvadores:

"Fue entonces cuando el hombre secreto salió a la luz del día; mi abuelo habló con él. Fofo y obeso, estaba del color de la cera y no hablaba en voz alta. Nunca le devolvieron los campos que le habían sido confiscados; creo que murió en la miseria".